# Isaac Jogues
Pour les articles homonymes, voir Jogues (homonymie).
Saint Isaac Jogues, né à Orléans (royaume de France) le 10 janvier 1607 et mort à Ossernenon (aujourd'hui Auriesville aux États-Unis) le 18 octobre 1646, est un missionnaire jésuite français parti évangéliser les Amérindiens d'Amérique du Nord. Il fait partie du groupe des martyrs canadiens canonisés le 29 juin 1930 par le pape Pie XI. Il est commémoré le 18 octobre, collectivement le lendemain, et au Canada le 26 septembre.

## Biographie
Isaac Jogues nait le 10 janvier 1607 à Orléans, de Laurent Jogues et de sa seconde épouse Françoise de Saint-Mesmin. D'une grande famille marchande de la ville, son père, marchand drapier et bourgeois d'Orléans, est élu consul en 1619. Isaac est le frère du P. Samuel Jogues, capucin. Après la mort de son père, il enrichie sa foi auprès de sa mère. En 1917, il entre au collège jésuite d'Orléans (aujourd'hui lycée Pothiers) nouvellement ouvert.
Jogues entre dans la Compagnie de Jésus le 24 octobre 1624. Il part ensuite enseigner au collège jésuite de Rouen en 1629 où il y rencontre les jésuites Charles Lalemant, le premier supérieur de Québec, Jean de Brébeuf et Énemond Massé, alors rentrés de leur mission Nouvelle-France. Ils inspirent sa vocation à partir en Nouvelle-France.
Ordonné prêtre à Paris en janvier 1636, il part peu après en Nouvelle-France pour y évangéliser les Premières Nations, principalement les Hurons. Il y arrive avec le gouverneur Charles Jacques Huault de Montmagny. Une fois là-bas et plus précisément à Trois-Rivières, il embarque le 24 août dans un canot huron, et se dirige alors vers le village d’Ontarie, non sans mal (il tombe grièvement malade). Avec le père Jean de Brébeuf, il se rend jusqu'aux Grands Lacs, où il vit — dans un danger constant — pendant six ans. Avec Charles Garnier, Petuns et Raymbault, il explore la région jusqu'à Sault Sainte-Marie.
Le 2 août 1642, alors qu'il quitte Trois-Rivières avec René Goupil, Guillaume Couture et des Hurons, il est fait prisonnier par les Iroquois, alors en guerre contre le royaume de France (voir les Guerres franco-iroquoises). Puis, alors qu'il est Il subit des tortures et est traité comme un esclave dans un village près d'Albany. Il parvient à s'échapper grâce à l'aide des Néerlandais présent en Nouvelle-Néerlande, notamment Johannes Megapolensis. D'abord réticent, il accepte après la réalisation que fuir le territoire pour mieux y revenir terminer sa mission est plus efficace que mourir sous la torture.
De retour en son pays natal, il y est accueilli par la mère de Louis XIV. Par faveur exceptionnelle le pape Urbain VIII l'autorise à célébrer la messe, en dépit du fait que ses mains furent mutilées par les tortures iroquoises. Il demande de pouvoir retourner en Nouvelle-France et traverse à nouveau l'océan au printemps de l'année 1644.
En 1646, vivant à nouveau parmi les Iroquois à Ossernenon dans l'actuel État de New York, où il devait négocier la paix, lui et ses confrères sont accusés d'être responsables de la très mauvaise récolte. Pour cela, il est exécuté, les Iroquois l'ayant toujours considéré comme un sorcier. En entrant dans une cabine, il est frappé d'un tomahawk puis décapité : sa tête scalpée est exhibée sur une palissade et son corps jeté dans la rivière Mohawk.

## Reconnaissance posthume

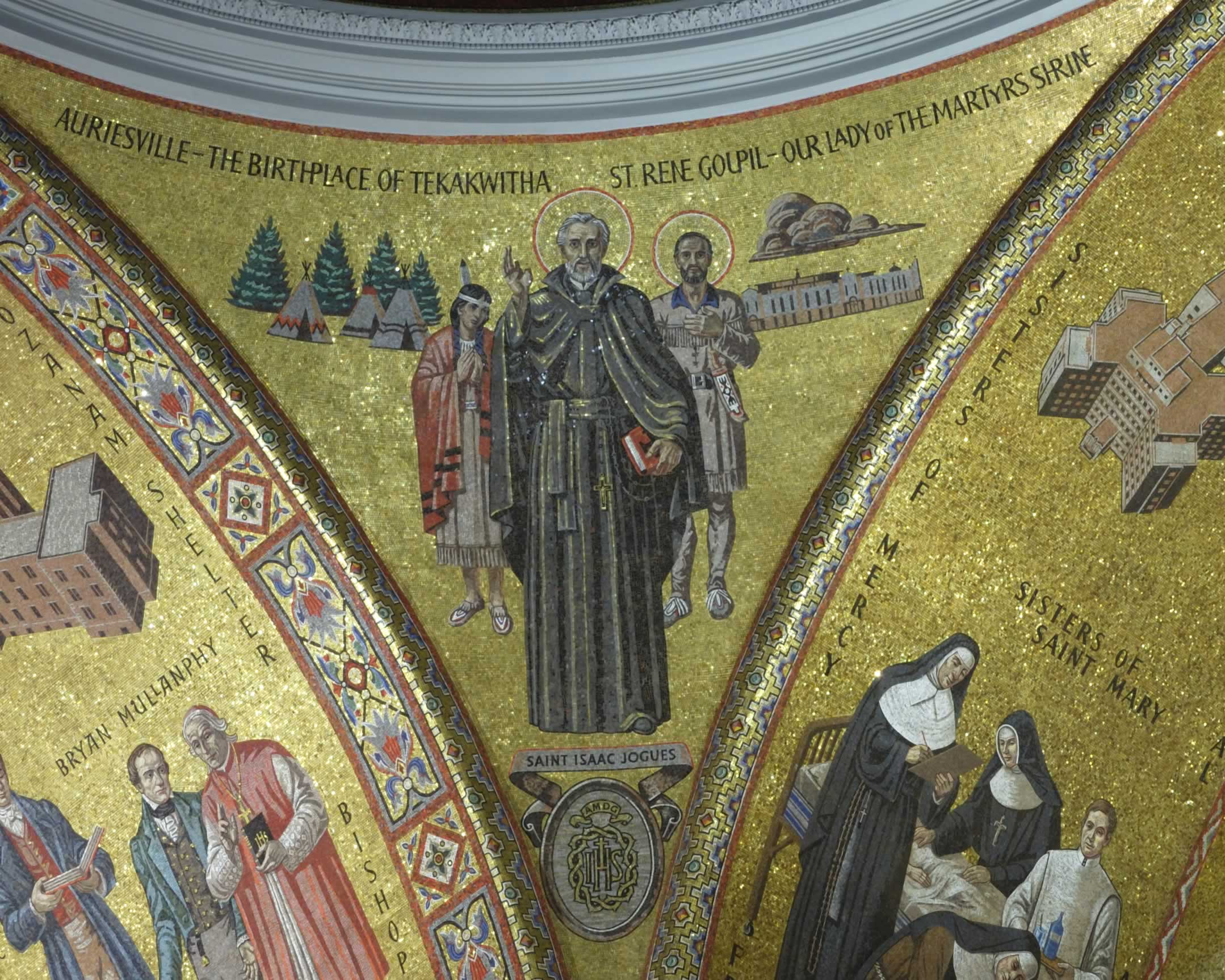
Isaac Jogues sur une mosaïque de la basilique-cathédrale Saint-Louis à Saint-Louis, Missouri, États-Unis.

Isaac Jogues est canonisé le 29 juin 1930 par le pape Pie XI aux côtés des sept autres martyrs canadiens. De nombreuses paroisses aux États-Unis et au Canada lui sont consacrées, dont les paroisses des villes d'Asbestos et de Saint-Hubert au Québec. Des reliques d'Isaac Jogues ont été déposées à la basilique-cathédrale Notre-Dame de Québec, entre autres lieux. Il a été érigé une statue d'Isaac Jogues au lac George, dans l'État de New York.
Les martyrs du Canada sont également vénérés à l'église Notre-Dame-du-Très-Saint-Sacrement-et-Saints-Martyrs-Canadiens de Rome.